# Смерди
Смерд (д.-рус. смьрдъ) — член громади на Русі у ХІ-XV століттях, людина, обмежена в особистій свободі та залежна від князя.
Термін «смерди» як означення категорії населення побутував на руських землях (зокрема у Галичині, Новгороді Великому, Пскові; нині місто в РФ) до кінця 15 — початку 16 ст., а пізніше вживався лише в значенні «людина низького походження» і як образлива лайка. Ця обставина утруднює семантичний аналіз слова «смерд».

## Етимологія
Слово смерд походить від прасл. *smьr̥dъ, утвореного від дієслова *smьr̥děti («смердіти»). Як вважається, назва зумовлена зверхнім ставленням знаті до простих общинників, кочовиків до простих землеробів. Також пов'язується з латис. mērdelis («ослабла з голоду істота»), mērdêt («виснажувати, морити голодом»), лит. mérdeti («боротися зі смертю, бути хворим»).

## Історіографія
На думку дослідників таких як Михайло Владимирський-Буданов, Микола Максимейко, Борис Греков, Михайло Брайчевський та інших, смердами називали дві категорії селян — вільних, які згодом втрачали поступово свободу, і залежних. На противагу цьому погляду інші дослідники, такі як Василь Ключевський, Михайло Грушевський, Сергій Чернов, Олександр Пресняков і С. Покровський обстоювали наявність тільки однієї категорії смердів — вільних селян, які жили на власних землях і княжих наділах.
Відмінного погляду на смердів, як напіввільних або цілком залежних селян, що були посаджені на державні землі й обкладені даниною, дотримувалися деякі радянські дослідники, такі як Серафим Юшков, Л. Черепнін і Олександр Зімін.

## Соціальний статус
На відміну від холопів та інших категорій невільних людей на Русі, смерди могли мати свою землю і майно, користуватися подекуди правом спадщини і виступати на суді свідками. За порушення законів вони платили кару, як й інші вільні люди того часу. Проте за вбивство смерда карали такою ж мірою, як за вбивство холопа.
Під час великомасштабної війни смердів набирали у військо. Вони складали народне ополчення — «воїв» і мусили виступати у похід за свій кошт. Як правило, смерди становили піхоту князя, хоча деякі заможні з них мали коней. За подвиги на війні деякі смерди могли стати служилими боярами князя.
Смерди у Київській Русі — залежні селяни, що віддалися під захист князя та отримували землю в його володіннях (іноді представники переможених племен). Смерди сплачували чинш, виконували воїнські та інші повинності.

## Зникнення терміна
Назва смердів зникає в Київській Русі з кінця 12 століття. Згодом смерди згадуються для визначення залежних селян у джерелах Галицько-Волинського князівства 13 — 14 століть, а то й у документах 15 — 16 століть. Починаючи з 13 століття на українських землях назва смерд була поступово витіснена словом кмет.